# Joële van Effenterre
Pour les articles homonymes, voir Effenterre.
Joële van Effenterre est une réalisatrice et chef-monteuse française, née le 28 septembre 1945 à Albi (Tarn).

## Biographie
Joële van Effenterre est une ancienne élève de l'IDHEC, vingt deuxième promotion, entrée en 1965. 

## Filmographie

### Monteuse

#### Cinéma
- 1968 : La Poupée rouge
- 1969 : Roue de cendres
- 1973 : L'Invitation
- 1974 : Erica Minor
- 1974 : Si j'te cherche... j'me trouve
- 1975 : Pas si méchant que ça
- 1977 : L'une chante, l'autre pas
- 1977 : La Dentellière
- 1977 : Diabolo menthe
- 1978 : La Tortue sur le dos
- 1979 : Mais ou et donc Ornicar
- 1979 : Le Coup de sirocco
- 1979 : Laura, les ombres de l'été
- 1980 : Cocktail Molotov
- 1980 : Le Fou de mai
- 1981 : La Provinciale
- 1981 : Plein sud
- 1982 : Le Grand Pardon
- 1982 : Les Petites Guerres
- 1983 : Coup de foudre
- 1983 : La Mort de Mario Ricci
- 1983 : Le Bâtard
- 1983 : Le Grand Carnaval
- 1984 : Côté cœur, côté jardin de Bertrand Van Effenterre
- 1984 : Un été d'enfer
- 1985 : Les Nanas
- 1985 : Hold-up
- 1987 : Les Fous de Bassan
- 1987 : Un homme amoureux
- 1987 : Les Nouveaux Tricheurs
- 1988 : Artémise portrait d'une femme ordinaire (documentaire)
- 1988 : La Main droite du diable
- 1988 : La Maison de jade
- 1989 : L'Union sacrée
- 1989 : Music Box
- 1990 : Tumultes
- 1990 : La Putain du roi
- 1992 : L'Ombre
- 1992 : Loin de Berlin de Keith McNally
- 1992 : Les Jardins du Luxembourg (documentaire)
- 1993 : La Petite Apocalypse
- 1993 : Poisson-lune
- 1993 : Salades russes
- 1993 : Tout le monde n'a pas eu la chance d'avoir des parents communistes
- 1995 : Les Milles
- 1996 : C'est jamais loin
- 1997 : K
- 1998 : Dieu seul me voit (Versailles-Chantiers)
- 1999 : Les Enfants du siècle
- 2000 : Le Pique-nique de Lulu Kreutz
- 2000 : Là-bas... mon pays
- 2001 : Les Morsures de l'aube
- 2001 : Après la tempête (documentaire)
- 2002 : Entre chiens et loups
- 2003 : Monsieur N.
- 2004 : Brodeuses
- 2007 : Défense de la France
- 2009 : Vivre !
- 2011 : La Clé des champs
- 2014 : Être et Devenir (documentaire)
- 2014 : À la vie

### Réalisatrice
- 1988 : Artémise portrait d'une femme ordinaire (documentaire)
- 1992 : Les Jardins du Luxembourg (documentaire)
- 2001 : Après la tempête (documentaire)
- 2007 : Défense de la France